# Szamoa a 2010. évi nyári ifjúsági olimpiai játékokon
Szamoa a Szingapúrban megrendezett 2010. évi nyári ifjúsági olimpiai játékok egyik részt vevő nemzete volt. Sportolói 3 sportágban vettek részt: atlétika, súlyemelés és úszás.

## Atlétika
Fiú
| Emau Toluono | 100 m | 12.17 | 32. qE | 12.17 | 29. |

## Súlyemelés
Lány
| Versenyző       | Versenyszám | Szakítás | Lökés | Összesen | Helyezés |
| --------------- | ----------- | -------- | ----- | -------- | -------- |
| Iuniarra Simanu | +63 kg      | 85       | 105   | 190      | 8.       |

## Úszás
Lány
| Versenyző       | Versenyszám        | Előfutam | Előfutam | Elődöntő | Elődöntő | Döntő   | Döntő    |
| Versenyző       | Versenyszám        | Idő      | Hely.    | Idő      | Hely.    | Idő     | Helyezés |
| --------------- | ------------------ | -------- | -------- | -------- | -------- | ------- | -------- |
| Rohane Crichton | 50 m-es gyorsúszás | 31.74    | 52.      | kiesett  | kiesett  | kiesett | kiesett  |
| Rohane Crichton | 50 m-es hátúszás   | 35.30    | 20.      | kiesett  | kiesett  | kiesett | kiesett  |

## Fordítás
Ez a szócikk részben vagy egészben  a   Samoa at the 2010 Summer Youth Olympics című angol Wikipédia-szócikk fordításán alapul.  Az eredeti cikk szerkesztőit annak laptörténete sorolja fel. Ez a jelzés csupán a megfogalmazás eredetét és a szerzői jogokat jelzi, nem szolgál a cikkben szereplő információk forrásmegjelöléseként.